# Стефан Рамульт
Стефан Раму́льт (пол. Stefan Ramułt; 22 грудня 1859 у Лішках — помер 24 грудня 1913 у Кракові) — польський вчений-мовознавець, який спеціалізувався на мові та культурі кашубів.

## Біографія
У віці 14 років він взимку впав у водойму, що стало причиною тривалої хвороби та нездужань, які він відчував до кінця життя (ревматизм). Під час одужання читав праці Флоріана Цейнови про кашубів. Це був початок його подальших самостійних досліджень і досліджень кашубської мови та культури.
У 1871–1879 роках навчався в гімназії у Вадовицях, після чого вивчав лінгвістику на філософському відділі Львівського університету (1879–1883).
У 1889 році за свою роботу «Словник поморської або кашубської мови» він отримав премію Академії мистецтв і наук на конкурсі Лінде. У своїй книзі він задокументував тезу про те, що кашубська мова є окремою слов'янською мовою, а кашуби — єдиним залишком поморських народів, колись розселених на південному узбережжі Балтійського моря між нижньою Віслою та нижньою Ельбою, окремо від інших слов'ян.
Був співзасновником Етнологічного товариства у Львові, членом правління у 1895-1899 рр. та членом мовної комісії Польської академії мистецтв і наук.
Похований на Раковицькому цвинтарі в Кракові.
Його син був Мирослав Рамульт (1890-1970), польський зоолог, професор Ягеллонського університету, професор в еміграції Польського університету за кордоном.

## Роботи
- Казки та оповідання кашубського народу, Краків 1893
- Словник поморської або кашубської мови, Краків 1893
- Словник поморської або кашубської мови, Розділ II, Краків 1993. Підготовка та вступ Г. Городиська.
- Статистика кашубського населення, Краків 1899
- Словник поморської або кашубської мови. Об'єднано та нормалізовано Єжи Тредером, Гданськ 2003